# Primi ministri del Galles
Il Primo ministro del Galles (in inglese First Minister of Wales, in gallese Prif weinidog Cymru) è il leader del governo gallese e custode del sigillo gallese. Il primo ministro presiede il gabinetto gallese ed è il principale responsabile della formulazione, dello sviluppo e della presentazione della politica del governo dello stato. Ulteriori funzioni del primo ministro includono la promozione e la rappresentanza del Galles in veste ufficiale, in patria e all'estero, e la responsabilità degli affari costituzionali.
Il primo ministro è un membro del Parlamento gallese (Senedd Cymru), da cui è eletto, prima di essere ufficialmente investito della carica dal monarca. In qualità di capo del governo gallese, il primo ministro è direttamente responsabile dinanzi al Senedd delle proprie azioni e delle azioni del governo gallese.
Dal 6 agosto 2024 il primo ministro del Galles è Eluned Morgan del Partito laburista gallese.

## Elenco dei primi ministri
| Primo ministro | Primo ministro            | Primo ministro | Mandato          | Mandato          | Partito   | Governo    | Legislatura   |
| #              | Nome                      | Immagine       | Inizio           | Fine             | Partito   | Governo    | Legislatura   |
| -------------- | ------------------------- | -------------- | ---------------- | ---------------- | --------- | ---------- | ------------- |
| 1              | Alun Michael (1943–)      |                | 12 maggio 1999   | 9 febbraio 2000  | Laburista | Michael    | I (1999)      |
| 2              | Rhodri Morgan (1939–2017) |                | 9 febbraio 2000  | 10 dicembre 2009 | Laburista | Morgan I   | I (1999)      |
| 2              | Rhodri Morgan (1939–2017) | Morgan II      | 9 febbraio 2000  | 10 dicembre 2009 | Laburista | II (2003)  |               |
| 2              | Rhodri Morgan (1939–2017) | Morgan III     | 9 febbraio 2000  | 10 dicembre 2009 | Laburista | III (2007) |               |
| 2              | Rhodri Morgan (1939–2017) | Morgan IV      | 9 febbraio 2000  | 10 dicembre 2009 | Laburista | III (2007) |               |
| 3              | Carwyn Jones (1967–)      |                | 10 dicembre 2009 | 12 dicembre 2018 | Laburista | III (2007) | Jones I       |
| 3              | Carwyn Jones (1967–)      | Jones II       | 10 dicembre 2009 | 12 dicembre 2018 | Laburista | IV (2011)  |               |
| 3              | Carwyn Jones (1967–)      | Jones III      | 10 dicembre 2009 | 12 dicembre 2018 | Laburista | V (2016)   |               |
| 4              | Mark Drakeford (1954–)    |                | 13 dicembre 2018 | 20 marzo 2024    | Laburista | V (2016)   | Drakeford I   |
| 4              | Mark Drakeford (1954–)    | Drakeford II   | 13 dicembre 2018 | 20 marzo 2024    | Laburista | VI (2021)  |               |
| 5              | Vaughan Gething (1974–)   |                | 20 marzo 2024    | 5 agosto 2024    | Laburista | VI (2021)  | Gething       |
| 6              | Eluned Morgan (1967–)     |                | 6 agosto 2024    | in carica        | Laburista | VI (2021)  | Eluned Morgan |